# Kurzfaser
Als Kurzfasern werden Naturfasern bezeichnet, die eine durchschnittliche Länge von etwa 40 bis 100 mm, jedoch mindestens 10 mm haben. Sie fallen beim Faseraufschluss neben Lang- und Superkurzfasern an. Im Gegensatz zur traditionellen Langfaserproduktion, bei der die Naturfasern in Langfasern und Werg getrennt werden, nutzt man zum Kurzfaseraufschluss alle Fasern (Gesamtlinie).

## Faseraufschluss von Hanf und Flachs

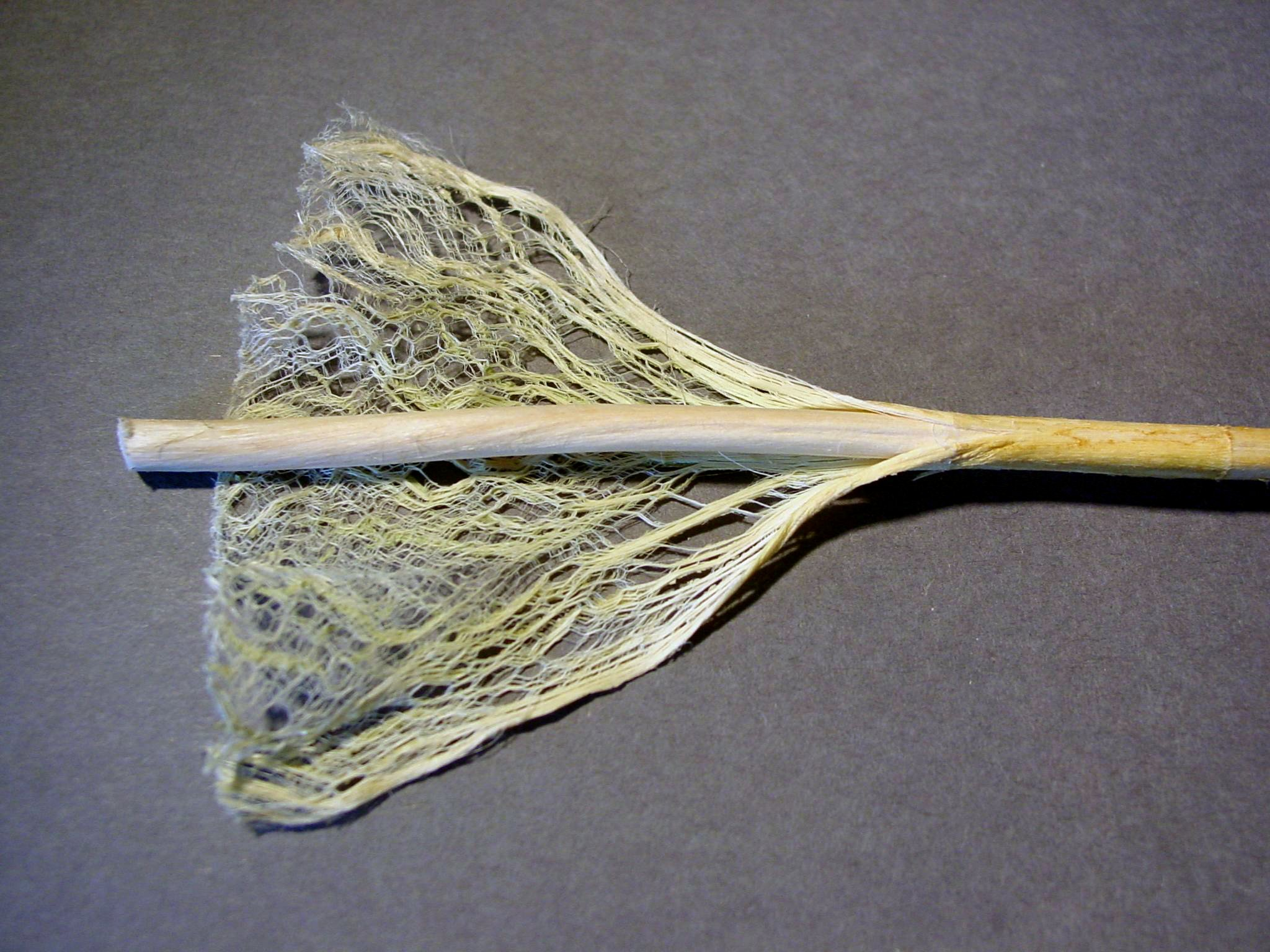
Hanfstängel mit Fasern und holzigen Innenbereich

Der Kurzfaseraufschluss ist im Vergleich zum Langfaseraufschluss weniger komplex, da auf Produktionsschritte wie aufwändiges Wasserrösten (Feldröste reicht aus) und Schwingen verzichtet werden kann. Da die Fasern auch in Wirrlage genutzt werden können und entsprechend nicht gerichtet werden müssen, ist auch die Handhabung der Fasern einfacher.
Kurzfasern werden in Aufschlussanlagen produziert und für die technische Nutzung optimiert. Zur Vorbehandlung auf den Faseraufschluss der Kurzfaser- und Gesamtfaserlinie wird das Hanfstroh auf dem Feld gekürzt und geröstet (Feldröste). Das Stroh wird als Nächstes für den Transport in Rund- oder Quaderballen gepresst. Eine Wasserröste wie bei der traditionellen Langfaseraufbereitung entfällt. Das Stroh wird in Wirrlage (Wirrfaser) einer Faseraufschlussanlage zugeführt und geöffnet, anschließend wird das Material in den aus unterschiedlich großen Zahnwalzen bestehenden Brecheinheiten gebrochen. Hierdurch wird eine Trennung der Fasern und des Holzkerns ermöglicht. Über mehrere Schritte werden die Holzbestandteile als Schäben von den Fasern getrennt, wobei das teilentholzte Stroh durch Voröffner, Reiniger, Vorauflöser und schließlich Schüttel- und Nadelöffnungseinheiten geführt und damit in kleinere Faserbündel aufgelöst wird. Eine weitere Auflösung und Verfeinerung der Faserbündel zu Einzelfasern erfolgt über weitere Stufenreinigungen, Walzen, Kardiereinrichtungen und Auflöseeinheiten.

## Nutzung
Kurzfasern werden größtenteils für Technische Textilien wie Filze und Vliese (non-wovens), für Formpressteile (insbesondere in der Automobilindustrie), für Naturdämmstoffe sowie für Geo- und Agrartextilien verwendet. Sie spielen auch als Verstärkungsfasern in Kunststoffen und Verbundwerkstoffen (naturfaserverstärkte Kunststoffe) eine wichtige Rolle, da sie durch Einrieseln gut verteilt und auch im Spritzgussverfahren verwendet werden können.